# 医生案件

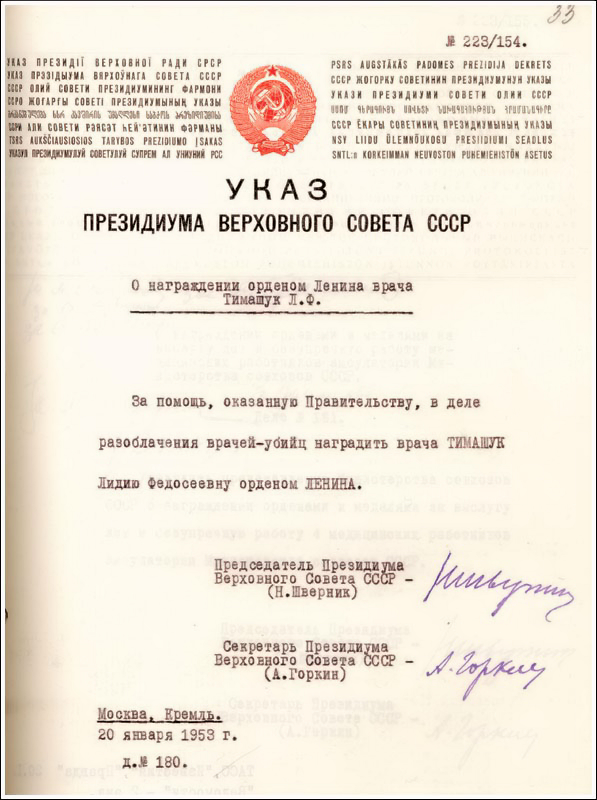
1953年1月20日颁发给Lidiya Timashuk揭发杀人医生的列宁勋章，该勋章在斯大林死后被收回

医生案件（俄语： 或  或 ）
医生案件指控沃弗西、叶戈罗夫、维诺格拉多夫等一批著名的医学专家害死了日丹诺夫和亚历山大·谢尔盖耶维奇·谢尔巴科夫等国家领导人；也曾建议一大批苏联陆海空军元帅“停止一切活动，安静休养”，而使他们丧失工作能力。报道指出在酷刑拷打下，受到指控的医生全部“认罪”。斯大林毙命后，全部受指控的医生均被平反，但有两人在狱中死亡。